# رتینیانو
رتینانو (به ایتالیایی: Retignano) یک منطقهٔ مسکونی در ایتالیا است که در استان لوکا واقع شده‌است. رتینانو ۳۸۱ نفر جمعیت دارد و ۴۳۰ متر بالاتر از سطح دریا واقع شده‌است.